# Каштановогрудый венценосный колибри
Каштановогрудый венценосный колибри (лат. Boissonneaua matthewsii) — птица семейства колибри.

## Описание
Каштановогрудый венценосный колибри достигает длины примерно от 10,5 до 12 см. Прямой, относительно толстый клюв длиной примерно 18 мм. Верхняя часть тела блестяще-зелёного цвета, при этом оперение головы ярко-зелёное. За глазами у колибри имеется незаметное пятно песочного цвета. Нижняя часть тела красно-коричневого цвета. Шея ярко-зелёная. Самка очень похожа на самца, однако, у неё имеются жёлто-коричневые капли на шее, а нижняя часть тела немного бледнее.

## Распространение
Ареал вида охватывает площадь примерно 130 000 км² в южноамериканских странах Перу, Эквадоре и Колумбии. Колибри передвигается в кроне влажных лесов, а также по опушкам леса. Его можно наблюдать на высоте от 1 500 до 3 300 м над уровнем моря. Леса, в которых обитает птица, расположены в субтропических плоть до умеренных климатологических зонах. Птица живёт как на западных, так и на восточных склонах Анд. В Перу она обитает к югу от Кахамарка до Куско. В Эквадоре она встречается к западу от Чимборасо, наблюдалась в провинции Эль-Оро и Лоха. Однако, большая часть популяции обитает в высокогорных регионах Cordillera del Cóndor. В Колумбии она обитает в южной оконечности Анд в провинциях Путумайо и Нариньо.

## Поведение
Птица территориальна относительно цветков. Цветки, к которым она подлетает, находятся в средней и верхней части крон дерева. Она охотится также на насекомых, нападая на них сзади. Вопреки своей воинственности, она собирается также вместе с другими колибри на цветущих деревьях. Во время кормления птица крепко хватается за цветок, широко расставляя при этом крылья.